# Râfov
Râfov es una comuna ubicada en el distrito de Prahova, Rumania.

## Superficie
Posee una superficie de 41,77 kilómetros cuadrados.

## Demografía
Hasta 2021 la población era de 5213 habitantes, con una densidad de población de 124,8 habitantes por kilómetro cuadrado.